# Глазкова, Ольга Владимировна
Ольга Владимировна Глазкова — доярка колхоза «Путь Ильича» Иркутского района Иркутской области, Герой Социалистического Труда (1971). 

## Биография
Долгое время работала дояркой в колхозе «Путь Ильича» Иркутского района, а затем зоотехником в главном управлении сельского хозяйства Иркутской области. После выхода на пенсию принимала активное участие в общественной деятельности департамента АПК.

### Трудовой подвиг
Указом Президиума Верховного Совета СССР от 8 апреля 1971 года Глазковой Ольге Владимировне было присвоено звание Героя Социалистического Труда с вручением ордена Ленина и золотой медали «Серп и Молот». 